# 华都村
华都村（下称华都），是马来西亚槟城州威南县西部的一个华人新村。西有新邦安拔，南有威利斯里村，华都(Vald'Or)在法語的意思是黄金谷，据说华都是由法国人于19世纪中期开辟的。华都以农业和畜牧业为主，居民多为华人。

## 教育
华都拥有一所华文小学和一所国民中学。

### 学校
- 华都村华小
- 华都国民中学（SMK Valdor）

## 基建
华都拥有公共市集、理发店、寺庙、茶餐室等。

### 工业区
- Valdor Sungai

## 交通
华都靠近南北大道武吉淡汶出口。